# Bietschhorn
O Bietschhorn, conhecido também como o Rei do Valais, é uma montanha  do maciço dos Alpes berneses que culmina a 3934 m de altitude e se situa no cantão do Valais na Suíça.
Uma parte do cume está classificado no Património Mundial da UNESCO em 2001 por ser uma formação notável da formação dos Altos Alpes. Trata-se do sítio natural Jungfrau-Aletsch-Bietschhorn.

## Ascensões
- A primeira ascensão foi feita em 1859 por Leslie Stephen a 13 de agosto de 1859 com Johann e Anton Siegen, e Joseph Ebner
- 1866 - esporão nordeste por François Devouassoud, Charles Comyns Tucker e F. von Allmen, a 10 de julho
- 1884 - primeira ascensão pela face sul por Emil Zsigmondy com Otto Zsigmondy, Ludwig Purtscheller e Karl Schutz, a 2 de setembro
- 1932 - via glacial da vertente Oeste por Walter Stösser e F. Kast